# Eva Karcher
Eva Karcher (* 1960 in Heidelberg) ist eine deutsche Kunsthistorikerin, Journalistin und Autorin.

## Leben
Eva Karcher studierte Kunstgeschichte in München und Berlin. Im Jahr 1984 promovierte sie mit einer Arbeit über Eros und Tod im Werk von Otto Dix an der Universität München. Zum Werk von Otto Dix veröffentlichte Eva Karcher u. a. 1986, 1988 und 2000 weitere Werke. Als freie Journalistin arbeitete sie unter anderem für Die Zeit, daneben hat sie regelmäßig Begleittexte für Bildbände und Ausstellungskataloge verfasst.

## Werke (Auswahl)
- Eros und Tod im Werk von Otto Dix: Studien zur Geschichte des Körpers in den zwanziger Jahren. München, Univ. Diss. 1984, ISBN 3-88660-104-8.
- Dix. Südwest-Verlag, München 1986, ISBN 3-517-00912-1.
- Otto Dix – 1891–1969 – Leben und Werk. Taschen Verlag, Köln 1988, ISBN 3-8228-0071-6.
- Otto Dix. Gondrom Verlag 2000, ISBN 3-8112-0951-5.

### Weitere Publikationen (Auswahl)
- Italienisches Design, Wilhelm Heyne Verlag, 2000, ISBN 3-453-13862-7.
- Schönheitschirurgie, 2004, Taschen Verlag, Köln, ISBN 3-8228-1743-0. (dt.), ISBN 3-8228-3003-8 (engl.)
- Erlkönig, 2009, DuMont Verlag Köln (Kooperation mit der Autostadt Wolfsburg), ISBN 978-3-8321-9251-8.
- The New New, 2010, Distanz Verlag Berlin, ISBN 978-3-942405-07-2.
- Katharina von Werz, 2013, Distanz Verlag Berlin, ISBN 978-3-942405-82-9.
- Julie Valmes, Transmission, 2016, Ausstellungskatalog, Distanz Verlag Berlin, ISBN 978-3-95476-175-3.
- Judith Milberg, 2017, Ausstellungskatalog, Kerber Verlag, ISBN 978-3-7356-0380-7.
- Judith Milberg, 2020, Katalog zur Ausstellung „Kambrium“ in der Galerie Laing, Münster, ISBN 978-3-00-065072-7.